# Mugham
Mugham is een van de vele folkloristische muziekvormen uit Azerbeidzjan. De muziek is gebaseerd op de Iraans-Arabische-Turkse maqam.
Het is een zeer complexe vorm van muziek met specifieke systemen en concepten van muzikale expressie die een zeer hoog niveau van professionaliteit van de uitvoerende artiesten vraagt. Vooral de stad Şuşa is bekend om zijn mugham.
Een kort mugham-fragment werd opgenomen voor het Voyagerprogramma en meegezonden in de ruimtesondes die in 1977 werden gelanceerd, bestemd voor intelligent buitenaards leven.
In 2003 werd mugham op de Lijst van Meesterwerken van het Orale en Immateriële Erfgoed van de Mensheid van UNESCO geplaatst.
- Bibliothèque nationale de France: cb14403354w (data)
- Gemeinsame Normdatei: 4202426-2